# رشته‌کوه چو-ایلی
رشته‌کوه چو-ایلی (به قزاقی: Chu-Ili Range) یک رشته‌کوه در قزاقستان است که در تیان شان واقع شده‌است. رشته‌کوه چو-ایلی ۱٬۲۹۴ متر بالاتر از سطح دریا واقع شده‌است.